# 1339
Пізнє Середньовіччя •  Реконкіста •  Ганза •  Авіньйонський полон пап •  Монгольська імперія •  Чорна смерть •  Столітня війна

## Геополітична ситуація
Візантійську імперію очолює Андронік III Палеолог (до 1341). Імператором Священної Римської імперії є Людвіг Баварський (до 1347). У Франції править Філіп VI Валуа (до 1350).
Апеннінський півострів розділений: північ належить Священній Римській імперії, середню частину займає Папська область, південь належить Неаполітанському королівству. Деякі міста півночі: Венеція, Піза, Генуя тощо, мають статус міст-республік. Триває боротьба гвельфів та гібелінів.
Майже весь Піренейський півострів займають християнські Кастилія і Леон, Арагонське королівство та Португалія, під владою маврів залишилися тільки землі на самому півдні. Едуард III королює в Англії (до 1377), Магнус Еріксон є королем Норвегії та Швеції (до 1364), а королем Польщі — Казимир III (до 1370). У Литві править князь Гедимін (до 1341).
Руські землі перебувають під владою Золотої Орди. Почалося захоплення територій сучасних України й Білорусі Польщею та Литвою. Галицько-Волинське князівство очолює Юрій II Болеслав (до 1340). В Києві править князь Федір Іванович. Ярлик на володимирське князівство має московський князь Іван Калита.
Монгольська імперія займає більшу частину Азії, але вона розділена на окремі улуси, що воюють між собою. У Китаї, зокрема, править монгольська династія Юань. У Єгипті владу утримують мамлюки. Мариніди правлять у Магрибі. Делійський султанат є наймогутнішою державою Індії. В Японії триває період Муроматі.
Цивілізація майя переживає посткласичний період. Почали зароджуватися цивілізація ацтеків та інків.

## Події
- Польський король Казимир III почав захоплення Галичини.
- Столітня війна:
  - Англійський король Едуард III згрупував свої сили біля Мехелена, після чого взяв в облогу Камбре.
  - Фламандські повстанці визнали Едуарда III королем Франції.
- У Генуї обрано першого дожа. Ним став Симоне Бокканегра.
- Мешканці Берна здобули перемогу над сусідніми феодалами у битві біля Лаупена.
- Вулиці Флоренції вибруковано. Це сталося в Європі вперше з часів античності.
- Засновано Гренобльський університет.

## Народились
- Ерік XII Магнусон (1339—1359) — король Швеції 1356—1359 з династії Фолькунгів.
- Між 30 вересня й 8 грудня (за іншими джерелами — 1340 року) — Жан V де Монфор, герцог Бретонський.
- 1 листопада — Рудольф IV, герцог Австрії, Штирії та Каринтії (з 1358 року), граф Тіролю (з 1363 року) з династії Габсбургів. Перший австрійський монарх, що взяв титул ерцгерцога. Нетривале правління справило великий вплив на розвиток австрійської державності.

## Померли
- У лютому — Станіслав Іванович, князь Київський (1301–1321), пізніше князь Рязанський.
- 26 лютого — Оттон Веселий, герцог Австрії та Штирії з 1 травня 1330 (спільно з братами), а також герцог Каринтії (під іменем Оттона IV) з 1335 року, з династії Габсбургів.
- 19 вересня — Імператор Ґо-Да́йґо, 96-й Імператор Японії, синтоїстське божество, 1-й Імператор Південної династії (29 березня 1318 — 18 вересня 1339).